# John S. Harris
John Spafford Harris, född 18 december 1825 i Cortland County, New York, död 25 januari 1906 i Butte, Montana, var en amerikansk republikansk politiker. Han representerade delstaten Louisiana i USA:s senat 1868-1871.
Harris flyttade 1863 till Natchez. Han var verksam som plantageägare efter amerikanska inbördeskriget.
Harris var delegat till Louisianas konstitutionskonvent år 1868. Han tillträdde 8 juli 1868 som senator för Louisiana i samband med att delstaten på nytt fick representation i USA:s kongress efter kriget. Han efterträddes 1871 av Joseph R. West. Han arbetade från och med 1881 som lantmätare i Montanaterritoriet. 
Harris grav finns på Forestvale Cemetery i Helena, Montana.